# Klay (distrito)

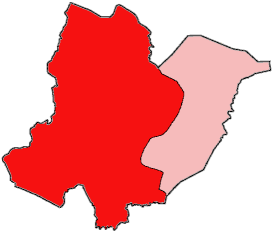
Localização do distrito de Klay no condado de Bomi

Klay é um dos quatro distritos do condado de Bomi, Libéria. Em 2008 a  população era 22.355. 